# 埃朗日
埃朗日（法語：Hérange，法語發音：[eʁɑ̃ʒ]；洛林法兰克语：Häring）是法国摩泽尔省的一个市镇，属于萨尔堡-萨兰堡区。

## 地理
埃朗日（48°46'30"N, 7°10'11"E）面积2.73 平方千米，位于法国大東部大區摩泽尔省，该省份为法国东北部内陆省份，是洛林的一部分，西南接默尔特-摩泽尔省，东临下莱茵省，北与卢森堡和德国接壤。
与埃朗日接壤的市镇（或旧市镇、城区）包括：布尔沙伊德、布鲁维莱尔、弗莱赛姆、利克赛姆、万泰尔斯布尔。

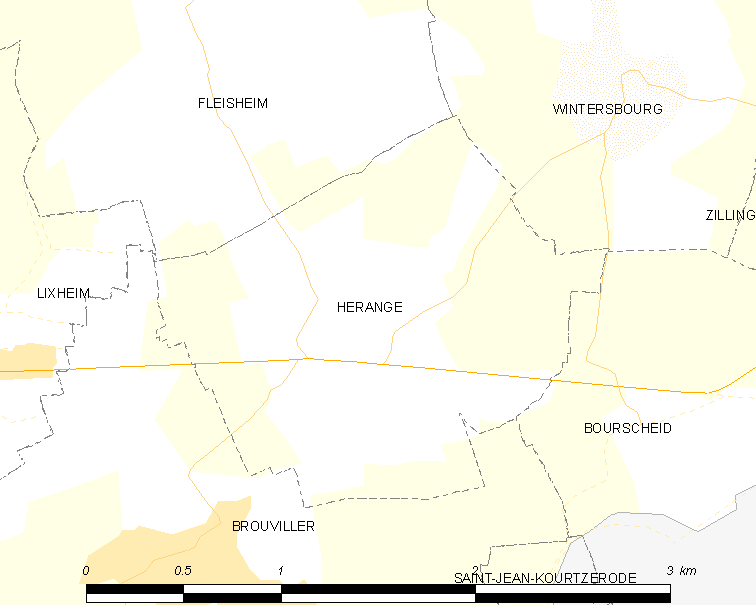
埃朗日的OSM定位图

埃朗日的时区为UTC+01:00、UTC+02:00（夏令时）。

## 行政
埃朗日的邮政编码为57635，INSEE市镇编码为57317。

## 政治
埃朗日所属的省级选区为法尔斯堡县。

## 人口

1962-2008年间埃朗日人口变化图示

埃朗日于2022年1月1日时的人口数量为104人。